# Peugeot Type 107
La Type 107 era un'autovettura prodotta nel 1908 dalla Casa automobilistica francese Peugeot.

## Profilo
Pur se poco nota, la Type 107 ricopre comunque un ruolo significativo in quanto si tratta dell'ultima antesignana dei moderni autobus, dei moderni furgoni combinati e delle moderne monovolume. Era ancora in una forma rudimentale e non aveva molto a che vedere con la sua futura, numerosa progenie, ma la vettura era proprio nata per il trasporto di persone. Lunga 4.5 m, la Type 107 poteva contare su uno spazio interno non molto capiente, per la verità, ma l'automobile stava muovendo i primi passi e autovetture del genere erano ancora ai primissimi passi, per cui molte pecche che oggi appaiono scontate, all'epoca non lo erano.
La Type 107 montava un motore a 4 cilindri da 3706 cm³, in grado di spingere la vettura a una velocità massima di 60 km/h, che si riducevano sensibilmente in caso di trasporto di molte persone. La Type 107 fu prodotta in 12 esemplari unicamente nel 1908.